# Bandiera del Gambia
La bandiera nazionale del Gambia consiste di un tricolore a bande orizzontali di colore rosso (in alto), blu e verde. I colori sono separati da due strisce bianche. Il rosso simboleggia il Sole e la savana. Il blu simboleggia il fiume Gambia, che scorre attraverso la nazione. Il verde simboleggia la terra e le foreste della nazione. Le strisce bianche rappresentano la pace.

## Bandiere storiche

Bandiera del Protettorato britannico del Gambia, parte dell'Africa Occidentale Britannica (1889-1965)